# 진천 전투
진천 전투는 한국 전쟁 중기 혼성수도사단이 1950년 7월 3일 겨주기 한강 전투에서 격전을 치르고 물러난 뒤 국일명(육군) 제2호 1950년 7월 5일부에 의하여 신설한 제1군단으로 편입됨과 동시에 수도사단으로 개편하게 되어 경부국도를 동쪽으로 위협하려는 북한군 제2사단을 진천과 청주에서 맞아 싸운 것이 여기 취급되는 12일간의 공방전이다.
이 결과 북한군이 대전으로 침공하려던 기도를 분쇄하는 동시에 국군의 전선정비를 위한 시간의 여유를 얻는데 기여하게 된 것이다.

## 배경
수도사단은 1950년 7월 5일 국일명(육군) 제2호에 의하여 신설된 제1군단에 편입되면서 예하에는 제1, 8, 18연대가 예속되고 이날 군단 작명 제1호에 따라 평택으로 집결하게 된 것은 이미 밝힌 바와 같다.
그런데 이 무렵 사단은, 사령부만이 그 모양을 갖추었을 뿐으로 각 연대가 어디에서 무엇을 하고 있는지조차 파악할 수 없는 실정에 있었고 심지어 철수하는 장병으로부터 부대의 위치를 알아내야 할 정도로 미수습 상태에 있었다.
이러한 와중에서 7월 5일 제1군단장 김홍일 소장은 평택군청에 임시로 자리 잡고 있는 육군본부로 급행하여 휘하부대를 파악하기 시작하였는데 계획상으로는 일견 잘 되어 있는 것 같았으나 실제 용병상에는 많은 문제점이 있음을 직감하였다.
그는 유예할 수 없는 당면한 문제부터 해결하기로 하였는데 그 첫째는 사단장의 교체요, 다음은 육군본부 작명의 이행이었다.
먼저 사단장의 보임문제에 있어서 그는 시흥지구전투사령관으로 있을 때 혼성수도사단을 지휘하고 있던 이종찬 대령이 극도로 쇠약하여 고통을 받았던 사실을 상기하고 동 사단장에는 육군사령학교교장 이준식 준장으로 대체할 것을 건의하여 승인이 되었고, 다음은 7월 5일 오전 10시 육군본부 작명 제20호에 의거 안성-발안장(오산 서쪽 6km)간에 저지진지를 점령하라는 명령에 따라 간선 집결한 각 사단 병력 중에서 1개 연대씩을 뽑아 여기에 투입키로 하였다.
이에 따라 사단은 이현진 중령이 이끄는 제8연대(연대장 중령 이현진)를 용인부근으로 진출시키고 주력인 제1, 18 양 연대로 하여금 평택에 집결키로 하였다.
그런데, 이날 18:00에 『수도사단은 금야내에 합정리(평택동남쪽 2.5km)로 집결하라』는 군단 작명 제2호를 수령하였다. 이는 현전선을 육군본부 직할부대 및 미군에게 맏기고 사단은 군단의 예하부대로써 진천부근으로 전용하기 위한 예비 조치였던 것이다.
그러나 이 명령을 받은 직후에 군단장으로부터 『사단은 진천으로 전진하라』는 구두명령을 받고 각 연대는 진천으로 향발하였으며 부대별 이동경로와 전력을 개관하면 다음과 같다.
제1연대 : 한강선이 무너지면서부터 분산상태에서 퇴각하게 되자 연대장 이희권 중령은 병력을 수습하기 위하여 안양과 수원 등에 낙오자 수용소를 만들어 병력을 수습키로 하였으나 그때마다 급추하는 전차에 밀리는바 되어 이합집산을 거듭하기에 이르렀는데 그러면서도 평택에 집결한 중에서도 병력을 가장 온전히 보존하고 있는 장태환 소령이 이끄는 제1대대에 집중적으로 병력과 장비를 보충한 다음 차량 20대로 진천을 향해 선발시키고 잔여병력은 부연대장 김황목 소령이 이끌고 열차편으로 후속하였다. 이때의 연대 전 병력은 800명이었고, 중요장비는 81mm 박격포 4문뿐이었다.
제8연대 : 육군본부 직할로 잠시 있다가 사단으로 복귀하면서 동측방으로 설입하려는 북한군을 저지하기 위하여 용인으로 급파하였음은 이미 말하였거니와 이곳으로부터 철수하여 평택으로 재편성하였다.

### 작전계획
사단은 7월 6일 육군본부 작명 제23호에 의한 군단장의 구두명령으로 7월 6일 24:00시까지 평택에서 오창리(진천남쪽 13km)로 집결한 다음 진천북쪽에 있던 민병권 중령이 이끄는 제6사단 19연대의 엄호하에 진천북쪽으로 북진하게 되어 있었다.
그런데, 이날, 18:00시에 제 19연대는 최현 소장이 이끄는 북한군 제2사단의 압박으로 중산리(진찬북쪽 5km)까지 물러나게 되었다.
이에, 군단장 김홍일 소장은 군단 작명 제3호로 『귀 사단은 급거 진천북쪽으로 진출하여 제 6사단의 9연대를 수용한 다음 이를 총합지휘하여 북침중인 적을 저지하라』라고 하달하는 한편 그 자신도 청주를 향하여 직행하였다.
전날인 7월 5일에 사단장으로 부임한 이준식 준장은 부대를 파악할 여유도 없이 진천으로 달려가 때마침 이곳으로 진출중인 이희권 중령이 이끄는 제1연대로 하여금 진천북쪽으로 약진토록 한 다음 제8, 18연대 양 연대를 장악코자 하였으나 그 행방을 알 수 없었다.
이 무렵, 양 연대는 조치원 쪽으로부터 도보 또는 차량행군으로 청주로 향하여 이동 중에 있었던 것이다. 뿐만 아니라 제18연대는 청주에서, 해체되는 제7사단 제3연대를 흡수하여 재편성을 해야 하는 등으로 사단의 주력이 진천에 집결하려면 앞으로 24시간이 소요될 것으로 추산되었다.
이러한 상황에 당면한 사단장은, 피아의 능력을 재검토하지 않을 수 없었는데 그 이유는 첫째, 병력집중에 있어서 이미 선제의 이를 얻지 못하였다는 점과, 둘째는, 병력과 화력에 있어서 적이 월등이 우세하다는 점, 그리고 셋째는, 진천부근은 표고 100m 내외의 야산과 넓은 벌판으로 현 시점에서 볼 때에 방어하는 쪽에 불리하다는 것 등이 있다.
즉, 김홍일 소장은 잃어가고 있는 전장의 주도권을 다시 찾기 위하여서는 잠시 동안 진천을 북한군에게 넘겨주는 한이 있더라고 양호한 고지를 점령하여 병력의 집중과 사기의 회복을 기하였다가 일격에 적을 포위섬멸하기로 결심하였다.

## 전투 과정

### 7월 6일
10:00에 진천에 진입한 제1연대장 이희권 중령은 예하 제1대대장 장태환 소령에게 1개 중대를 진천북쪽으로 약진시켜 지연전을 하고 있는 제19연대의 중대와 합세하여 급편진지를 점령해 북한군의 침공을 저지격파하라고 명령하였으며 대대장은 곧 윤흥정 중위가 이끄는 제1중대를 급파하였다.
이리하여 동 중대는 진천읍을 빠져나갔는데 이때 인적도 없는 읍내우체국의 전화벨 소리가 요란하게 들렸다. 중대장 윤흥정 중위는 잠시 행군대열에서 벗어나 수화기를 들었더니 『우리는 진천을 해방하러 곧 들어 갈터이니 환영준비를 하라』는 것이었다. 그는 『이놈아, 이제는 상황이 달라졌어, 두말말고 귀순이나 하라』고 욕을 퍼붓고 전화를 끊었다.
급행군으로 중산리(진행북쪽 4.5km)에 이른 중대는 제 19연대 후위중대와 합세한 다음 585번 도로(진천-청주 간)를 중심으로 하여 같은 곳 바로 북쪽에 동은 116고지로부터 서는 90m 전선에 이르기까지 급편진지를 마련하고 개인호를 파기 시작하였다.
이때에 북한군은 마치 양 중대의 고착을 털어 버리려는 듯이 포격하기 시작하였으나 그 위력은 세차지 못하였다. 이 무렵부터 그들의 수색대로 보이는 1개 소대규모가 전방진지까지 침투하여 산발적으로 사격하기도 하였으나 그들은 양 중대의 잠복조에 의하여 구출되었다.
이러한 가운데, 중대장 윤흥정 중위는 북한군의 거동을 감시하기 위하여 116고지로 올라가 먼지가 자욱이 일고 있는 송림리쪽을 쌍안경으로 조망한 바 1개 연대규모의 적이 결집 중에 있음을 목격하고 대대에 이 상황을 보고하는 한편 양 중대에 북한군의 상황을 알리고 전투태세를 갖추도록 명령하였다.

### 7월 7일
송림리(진천북쪽 8km)에 결집한 북한군은 뒤에 밝혀진 바에 의하면 김연 대좌가 이끄는 북한군 제2사단 예하 제 6연대이며 이들은 이날 14:00에 포병지원에 585번 도로의 양측으로 전개하여 밀려들기 시작하였다.
이때, 중산리 북쪽 전선을 고수하고 있던 양 중대(제 1연대 1중대 및 제 19연대의 후위중대)는 그들의 우주하는 포격으로 적병호 속에서 제대로 응전할 수가 없었다. 이렇게 되자 북한군은 전차와 포에 힘을 얻었음인지 행군대열로 바꾸고 전차도 동반하지 않은 채 남하하고 있었다.
116고지에서 이를 지켜보던, 중대장 윤흥정 중위는 그 선두가 지근거리에 이르렀을 때 사격을 명령하여 맹사를 가하게 되니 기고만장하다 불의의 기습을 받은 적은 중산리 북쪽으로 궤주하고 말았다.
이로 말미암아, 양 중대의 위치가 폭로되면서 그들은 병력을 양분하여 일군은 도로변을 따라 직충하는 한편 다른 일군은 미호천상류의 속칭 되마루(송림리동남 2km)에서 전개하여 동안을 따라 우회하여 중대의 동측방을 강타하기 시작하였다.
양 중대장은 이 같은 상황을 예측하였으나 박격포 하나 없는(제 19연대 후위중대는 경무장할 필요에서 공동화기를 후속조치) 형편으로 우회하는 적을 통제할 수가 없어 다만 소화기 사격으로 접근을 막을 도리 밖에 없었다.
125고지(진천북쪽 3km)까지 추진하여 양 중대의 전황을 주시하던 대대장 장태환 소령은 연대장 이희권 중령의 사전승인 아래 중대장의 판단으로 북한군과 접적을 유지하면서 지연전을 실시하라고 명령, 이에 따라 양 중대는 20:30시에 적의 우회 부대가 청용리(△116동남쪽 1km)에 이르러 동 중대의 배후를 위협하여 더 이상의 지탱이 곤란할 것으로 판단한 중대장 윤흥정 중위는 현 접촉선으로부터 남쪽 1km인 자레-94.4고지로 물러나 진지를 점령하였다.
그런데, 이날 항공정찰 보고에 의하면 장호원(진천동북쪽 30km)에는 1개 사단 규모의 북한군(뒤에 북한군 제 15사단으로 확인)과 전차 36대, 포(구경 미상) 5문, 차량 40대가 집결 중에 있고, 또한 2개 연대 규모의 북한군(뒤에 북한군 제2사단의 주력으로 확인)은 광혜원리(진천북쪽 15km)에 집결하고 있다는 첩보가 있음을 볼 때 전운은 진천상공에 짙어갔다.

### 7월 8일
이날 08:00에 북한군은 대구경포로 공격준비사격을 퍼붓고 난 뒤 전차를 앞세우고 제1연대 1중대와 제19연대의 1개 중대가 고수하는 자레-94.4고지선을 개수일촉의 기세로 침습하였다.
이때에 그들은 보병을 동반한 전차 수대로 585번 도로 쪽을 직충하고 나머지 주력군은 두 대로 나누어 도로좌측의 동성리와 좌측의 사곡리로 각각 행군대열을 갖추고 양 중대에 일별도 하지 않은 채 급진 남하하기 시작하였다. 그러나 잠시 중지되었던 포격이 다시 시작되어 양 중대의 거점을 맹타함으로써 허술하였던 개인호는 삽시간에 무너지고 혼란 속에 분산된 채 진천으로 빠져나가 연대주력으로 수용되었다.
이에 이르자 연대장 이희권 중령은 진천 앞에서 동서로 흐르는 백곡천 남안의 제방에 의지하여 저지진지를 점령하고 전차군으로 증강된 적 1개 사단과의 자웅을 다투기로 하였다.
그러나 백곡천은 도섭이 가능할 뿐만 아니라 하상이 견고하여 설사 진천교를 폭파한다 할지라도 커다란 장애물이 될 수 없었으며 제방만이 직사화력을 피할 수 있었다.
사단에서는 진천교를 파괴할 것인가에 대하여 의논이 분분하였는데 미 고문관은 파괴를 주장한데 대하여 사단장 김석원 준장은 단호히 이를 반대하였다. 즉『반격 시에 불편을 주고 폭파했댔자 큰 효과가 없을 것이다. 왜냐하면 전차나 포가 어디서든지 우회할 수 있기 때문이다.』라는 것이다. (사단 G-3 박경원 소령의 증언)
북한군은 30분간에 걸쳐 도섭점에 대한 공격준비사격과 연막탄을 퍼부어 시야를 가리게 한 다음 사격이 연신되면서 일제히 도습하기 시작하였다.
즉, 백곡천 북안의 성석리(진천동쪽 1.5km), 사미(진천서북쪽 1.5km), 장관리(진천서쪽 3km)의 세 도습점으로 제파를 이루면서 건너고 말았다.
얕은 제방의 후면에 호를 파고 있던 병사들은 작렬하는 포화와 머리만 들면 날아드는 그들의 기관총소사에 제압되고 전사상자가 속출하였다.
이에 이르자 대대장 장태환 소령은 작렬하는 탄환을 뚫고 성산 초등학교 뒤에 방렬한 81mm 박격포 진지로 달려가 직접 이를 지휘하였는데 작열한 포신 외부에 물을 부어가며 도섭중인 적을 타격하였다.
이로 말미암아 그들의 직사화기가 주춤하기에 이르자 병사들은 일제히 제방 위에 몸을 들어 내놓은 채 닥치는 대로 우왕좌왕하는 적을 사살하였다.
제1중대 1소대장 김익규 중위의 경우는 칼빈 소총을 집어던지고 옆에 쓰러진 병사의 M-1 소총으로 바꿔 잡고 그들을 하나하나 저격하다가 궁서설묘 격으로 공격하는 북한궁의 총에 맞아 전사했다.
그러나 중세에 힘입은 북한군은 한때의 혼란을 곧 수습하자마자 3대의 전차를 진천교북단의 속칭 벌터에 바싹 달라붙어 남안의 허약한 제방을 무너뜨리는 한편 대구경포탄을 두상에 작렬시켜 연대는 정신을 차릴 수가 없었는데 이 기회를 틈타 광파는 다시 도습을 재개하였다.
연대는 밀려드는 북한군의 공세에 부딪혀 악전고투한 끝에 16:50에 남안방어선이 무너지고 사산된 상태에서 각개별로 탈출하여, 일단 149고지(진천서남쪽 1km)의 서쪽에서 병력을 수습한 다음 잣고개(봉화산 서쪽)로 철수하여 사단주력에 합세하였다.

### 7월 9일
이날 새벽부터 쏟아지는 폭우와 함께 09:00에 적의 집중적인 포격을 신호로 보, 전, 포의 일제 공격이 주저항선인 봉화산 및 문안산으로 밀려들었다.
이영화가 된 개인호와 문통호는 작렬하는 포탄으로 말미암아 뒤범벅이 된 데다가 사상자가 속출하자 병사들은 공포에 질려 우왕좌왕 할 뿐이었다.
이때까지만 하여도 거듭된 철수와 계속된 행군 그리고 호 파기에 병사들은 극도로 지쳤을 뿐만 아니라 행군도중에 틈틈이 재편한 까닭으로 서로 간의 소외감이 엉켜 기회만 있으면 대열에서 벗어나려는 심리가 움터 전의란 애초부터 기대할 수 없었다.
이런 극한상황에서 병력과 장비 면에서 월등이 우세한 북한군을 맞이하게 됨으로써 급기야는 교전수합에 주 저항선은 순식간에 붕괴되고 12:00에 적은 진천을 중심으로 남쪽 2.5km에 이르는 반월형의 거점을 점거하기에 이르렀다.

### 7월 10일
이날은 쾌청하고 무더운 날씨였는데 소분전에서는 북한군의 허를 찔러 지연전 이래 처음으로 큰 전과를 올리는가하면 대대적인 공폭으로 사단의 사기도 크게 회복되었다. 그러나 북한군의 중세에 밀려 사단의 우익이 피침되면서 마침내 주 저항선도 붕괴하기에 이른다.

## 결과 및 영향
이른바 제3차 침공계획에 의하면 북한군 제2사단은 진천-청주를 조속히 점거하고 대전을 직충하는 것이었으나 12일간에 걸친 사단의 저항으로 그 기도가 무너지고 목표를 황간으로 돌리기에 이르렀다.
이와 같이 사단이 북한군에게 타격을 안겨주었던 것은 군단장 김홍일 소장이 후일에 증언한 바와 같이 진천 및 청주선에서 최소한 7일간은 버티어내야 군이 전선을 사수하는데 기여할 수 있을 것이라는 신념아래 작전지도의 중점을 각 지구에 지향하였던 것이 첫째이고, 사단장 김석원 준장이 측근의 강력한 권고에도 불구하고 적탄우 속에서 진두에 나서 지휘함으로써 모든 장병들로 하여금 스스로 사지에라도 뛰어들 수 있는 용기를 북돋아 준 것이 그 둘째요, 비록 병력은 오합지중으로 탄약과 식량 보급이 부족하다 하더라도 장병들의 눈에 비친 신형탄(105mm 유탄포)은 물론이고 항공기의 지원(비록 오폭으로 손실이 있다고 하여도)과 우방 미국의 참전이 사기진작에 큰 도움이 된 것이 셋째라고 할 수 있다.
결론적으로 볼 때 이 진천-청주선까지 흩어져 내려올 때만 하여도 일부의 고급지휘관마저 『지리산으로 올라가 유격전으로라도 적을 격파 하겠다』라는 것이 통분 섞인 비장한 각오이기도 하였으나 이곳의 전투를 치른 다음부터는 『이제 이 마당에서는 적과 싸울 만하다. 여기서 후퇴하면 적화가 될 뿐이고 우리가 설 땅은 없다.』라는 굳은 결의로 바뀌었던 것이다.
이에 반하여 북한군은 남침하면 할수록 발을 기계총에 쇄사슬로 묶어 높아야하는 인면수심의 수법으로 독전하는가 하면 전술마저 궁하여져 같은 형식을 되풀이 하는 정면돌파의 자행과 병력의 축차투입 그리고 불일치한 보전탄의 운용 등으로 그들의 무능함을 여실히 노출시켰던 것이다.
사단장 김석원 준장은 7월 18일 사단 군장검사를 실시하는 여유를 보이며 부대정비에 박차를 가하는 한편 훈시를 통하여 기간 중에 보여준 전공을 치하하기도 하였다.
이러한 가운데 사단은 7월 18일부 육군본부 작명 제51호로써 『제1군단은 수도사단을 입석리로 전진시켜 괴산방면으로 침입하려는 적을 영격하여 분쇄하라』는 명령에 따라 전진을 대충 털어버리고 이날 늦게 입석리를 향하여 출발하였다.

## 참고 자료
- 용산 전쟁기념관